# Ulrikke Eikeriová
Ulrikke Pia Eikeriová (* 16. prosince 1992 Oslo) je norská profesionální tenistka. Ve své dosavadní kariéře na okruhu WTA Tour vyhrála čtyři deblové turnaje. V sérii WTA 125 vybojovala dvě trofeje ve čtyřhře. V rámci okruhu ITF získala jedenáct titulů ve dvouhře a třicet dva ve čtyřhře.
Na žebříčku WTA byla ve dvouhře nejvýše klasifikována v dubnu 2018 na 206. místě a ve čtyřhře v dubnu 2024 na 26. místě.
Na grandslamu si zahrála s Belgičanem Joranem Vliegenem finále smíšené čtyřhry French Open 2022, v němž prohráli s japonsko-nizozemskou dvojicí Ena Šibaharaová a Wesley Koolhof. V otevřené éře se tak stala prvním norským tenistou, který postoupil do finále jedné ze soutěží grandslamu a od čtvrtého titulu Molly Bjurstedtové na US Championships v roce 1918 druhým v historii. Tři dny po ní se do finále dvouhry pařížského grandslamu probojoval také její krajan Casper Ruud.
V norském týmu Billie Jean King Cupu debutovala v roce 2008 jerevanským základním blokem 3. skupiny zóny Evropy a Afriky proti Mauriciu, v němž vyhrála dvouhru nad Astrid Tixierovou. Norky zvítězily 2:1 na zápasy. Do dubna 2024 v soutěži nastoupila ke čtyřiceti mezistátním utkáním s bilancí 21–18 ve dvouhře a 14–6 ve čtyřhře.

## Tenisová kariéra
V juniorském tenisu si s Chilankou Camilou Silvaovou zahrála semifinále čtyřhry Australian Open 2010, v němž nestačily na Babosovou s Dabrowskou. Na juniorském kombinovaném žebříčku ITF nejvýše figurovala během května 2009, kdy jí patřilo 16. místo.

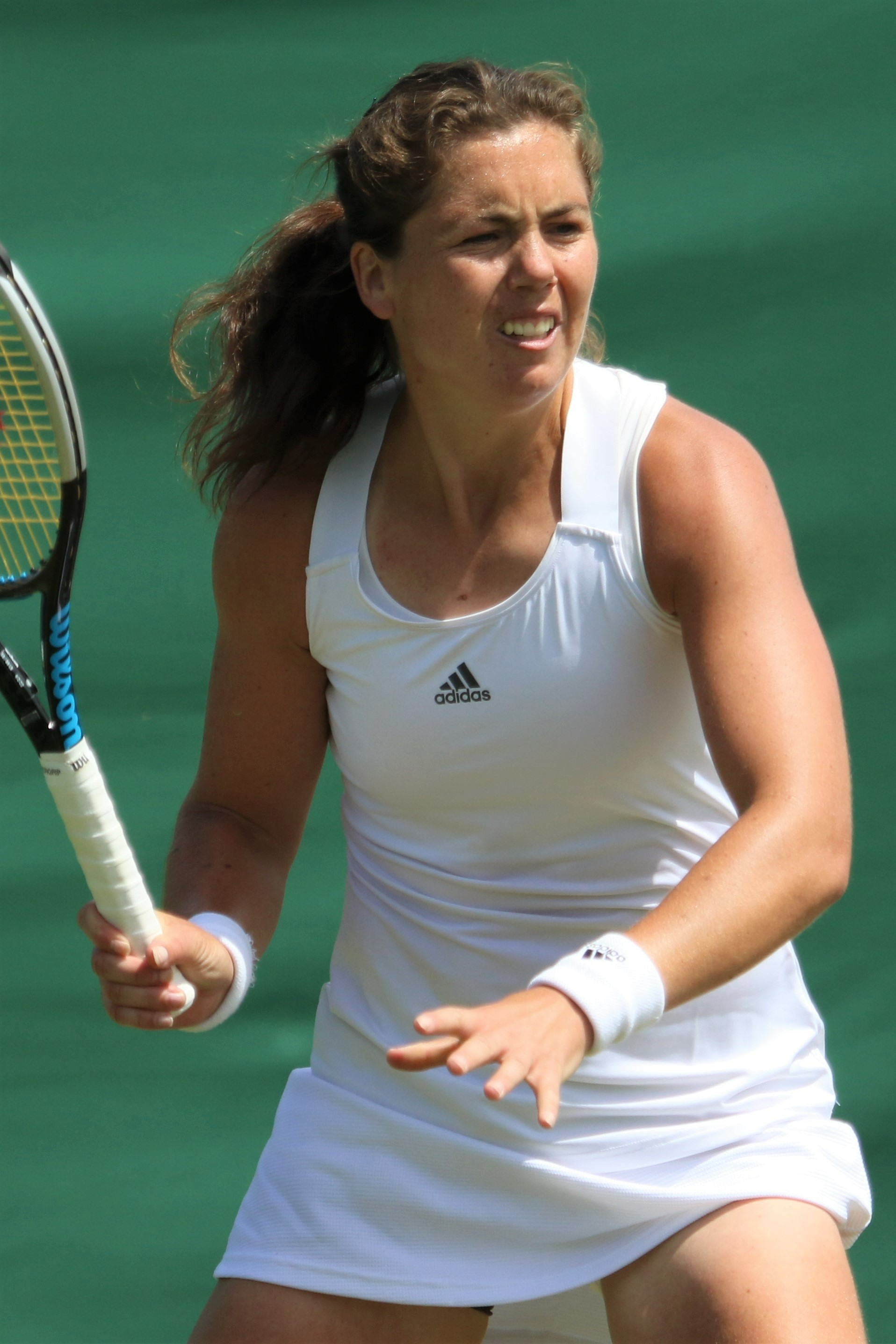
Na úvod wimbledonské kvalifikace 2022 podlehla Šramkové

V rámci okruhu ITF debutovala v červnu 2007, když na turnaji v rodném Oslu dotovaném 10 tisíci dolary obdržela divokou kartu. Ve druhém kole podlehla krajance Karolině Steirové ze sedmé světové stovky. Premiérový singlový titul v této úrovni tenisu vybojovala během srpna 2010 v jihofinském Savitaipale, na turnaji s rozpočtem 10 tisíc dolarů. Do finále prošla přes Moniku Tůmovou a v něm přehrála nejvýše nasazenou Finku Piiu Suomalainenovou z páté stovky žebříčku. Do prvního finále události s nejvyšší 100tisícovou dotací postoupila na Grand Est Open 88 2019 ve francouzském Contrexéville. V závěrečných kolech vyřadila Andrianjafitrimovou a Trevisanovou, než ji v boji o titul zastavila Ukrajinka Katarina Zavacká.
Na okruhu WTA Tour debutovala červencovou čtyřhrou BRD Bucharest Open 2018, v níž se její spoluhráčkou stala Ruska Polina Lejkinová. Na úvod podlehly rumunsko-německému páru Irina Baraová a Nicola Geuerová. První vyhraný zápas dosáhla v jūrmalském deblu Baltic Open 2019. Po boku Francouzky Elixane Lechemiové postoupila do semifinále, kde je vyřadily pozdější kanadsko-srbské vítězky Sharon Fichmanová a Nina Stojanovićová. Premiéru v hlavní soutěži grandslamu zaznamenala v ženském deblu French Open 2020 poté, co se Španělkou Alionou Bolsovovou nastoupily jako náhradnice. V prvním kole však nenašly recept na desáté nasazené Hayley Carterovou s Luisou Stefaniovou.
Premiérové finále na túře WTA odehrála ve čtyřhře antukového Ladies Open Lausanne 2021. S Řekyní Valentinou Grammatikopoulouvou v něm však nestačily na Švýcarky Susan Bandecchiovou se Simonou Waltertovou, hrající na divokou kartu. Titul získala v deblové soutěži Tenerife Ladies Open 2021, kde startovala s Australankou Ellen Perezovou. V závěrečném duelu si poradily s ukrajinskými turnajovými trojkami Ljudmylou Kičenokovou a Martou Kosťukovou. Premiérový zápas ve dvouhře vyhrála na sedmý pokus, když na Credit One Charleston Open 2022 z kategorie WTA 500 jako kvalifikantka porazila Ukrajinku Nadiju Kičenokovou. Stala se tak první Norkou, která zvítězila v singlovém utkání okruhu WTA Tour od Amy Jönssonové na Pattaya Open 1991.

## Finále na Grand Slamu

### Smíšená čtyřhra: 1 (0–1)
| Stav       | rok  | turnaj      | povrch | spoluhráč     | soupeři ve finále              | výsledek      |
| ---------- | ---- | ----------- | ------ | ------------- | ------------------------------ | ------------- |
| Finalistka | 2022 | French Open | antuka | Joran Vliegen | Ena Šibaharaová Wesley Koolhof | 6–7(5–7), 2–6 |

## Finále na okruhu WTA Tour

### Čtyřhra: 7 (4–3)
| Legenda            |
| ------------------ |
| Grand Slam (0)     |
| Turnaj mistryň (0) |
| WTA 1000 (0)       |
| WTA 500 (1–1)      |
| WTA 250 (3–2)      |

| Stav       | č. | datum             | turnaj                         | kategorie | povrch     | spoluhráčka                | soupeřky ve finále                       | výsledek              |
| ---------- | -- | ----------------- | ------------------------------ | --------- | ---------- | -------------------------- | ---------------------------------------- | --------------------- |
| Finalistka | 1. | červenec 2021     | Lausanne, Švýcarsko            | WTA 250   | antuka     | Valentini Grammatikopoulou | Susan Bandecchiová Simona Waltertová     | 3–6, 7–6(7–3), [5–10] |
| Vítězka    | 1. | říjen 2021        | Tenerife, Španělsko            | WTA 250   | tvrdý      | Ellen Perezová             | Ljudmyla Kičenoková Marta Kosťuková      | 6–3, 6–3              |
| Finalistka | 2. | 16. července 2022 | Lausanne, Švýcarsko            | WTA 250   | antuka     | Tamara Zidanšeková         | Olga Danilovićová Kristina Mladenovicová | bez boje              |
| Vítězka    | 2. | 18. června 2023   | Nottingham, Spojené království | WTA 250   | tráva      | Ingrid Neelová             | Harriet Dartová Heather Watsonová        | 7–6(8–6), 5–7, [10–8] |
| Vítězka    | 3. | 30. září 2023     | Tokio, Japonsko                | WTA 500   | tvrdý      | Ingrid Neelová             | Eri Hozumiová Makoto Ninomijová          | 3–6, 7–5, [10–5]      |
| Finalistka | 3. | 21. dubna 2024    | Stuttgart, Německo             | WTA 500   | antuka (h) | Ingrid Neelová             | Čan Chao-čching Veronika Kuděrmetovová   | 6–4, 3–6, [2–10]      |
| Vítězka    | 4. | říjen 2024        | Hongkong, Čína                 | WTA 250   | tvrdý      | Makoto Ninomijová          | Šúko Aojamová Eri Hozumiová              | 6–4, 4–6, [11–9]      |

## Finále série WTA 125
| Legenda                  |
| ------------------------ |
| D – dvouhra; Č – čtyřhra |
| WTA 125 (2–1 Č)          |

### Čtyřhra: 3 (2–1)
| Stav       | č. | datum         | turnaj                 | povrch | spoluhráčka       | soupeřky ve finále                  | výsledek           |
| ---------- | -- | ------------- | ---------------------- | ------ | ----------------- | ----------------------------------- | ------------------ |
| Vítězka    | 1. | červenec 2022 | Contrexéville, Francie | antuka | Tereza Mihalíková | Chan Sin-jün Alexandra Panovová     | 7–6(10–8), 6–2     |
| Finalistka | 1. | květen 2023   | Saint-Malo, Francie    | antuka | Eri Hozumiová     | Greet Minnenová Bibiane Schoofsová  | 6–7(7–9), 6–7(3–7) |
| Vítězka    | 2. | srpen 2023    | Chicago, Spojené státy | tvrdý  | Ingrid Neelová    | Cristina Bucșová Alexandra Panovová | bez boje           |

## Tituly na okruhu ITF
| Legenda         | Legenda         |
| --------------- | --------------- |
| Turnaje W100    | Turnaje W80     |
| Turnaje W75/W60 | Turnaje W50     |
| Turnaje W35/W25 | Turnaje W15/W10 |

### Dvouhra (11 titulů)
| Č.  | datum         | turnaj                     | kategorie | povrch | poražená finalistka     | výsledek      |
| --- | ------------- | -------------------------- | --------- | ------ | ----------------------- | ------------- |
| 1.  | srpen 2010    | Savitaipale, Finsko        | W10       | antuka | Piia Suomalainenová     | 7–5, 6–4      |
| 2.  | říjen 2010    | Espinho, Portugalsko       | W10       | antuka | Alice Tissetová         | 6–0, 6–0      |
| 3.  | srpen 2011    | Iława, Polsko              | W10       | antuka | Tereza Smitková         | 6–3, 6–2      |
| 4.  | srpen 2011    | Bagnatica, Itálie          | W10       | antuka | Ani Amiraghjanová       | 6–4, 6–4      |
| 5.  | leden 2012    | Coimbra, Portugalsko       | W10       | tvrdý  | Justyna Jegiołková      | 2–6, 7–5, 6–3 |
| 6.  | prosinec 2013 | Bertioga, Brazílie         | W25       | tvrdý  | Cindy Burgerová         | 6–4, 2–6, 6–4 |
| 7.  | březen 2014   | Jackson, Spojené státy     | W25       | antuka | Anhelina Kalininová     | 6–2, 6–4      |
| 8.  | srpen 2015    | Fort Worth, Spojené státy  | W10       | tvrdý  | Frances Alticková       | 6–3, 6–1      |
| 9.  | duben 2017    | Pelham, Spojené státy      | W25       | antuka | Usue Maitane Arconadová | 7–5, 6–2      |
| 10. | červen 2017   | Baja, Maďarsko             | W25       | antuka | Chantal Škamlová        | 7–6(7–4), 6–2 |
| 11. | říjen 2017    | Hilton Head, Spojené státy | W15       | antuka | Bianca Turatiová        | 6–4, 6–1      |

### Čtyřhra (32 titulů)
| Č.  | datum         | turnaj                       | kategorie | povrch    | spoluhráčka                | poražené finalistky                               | výsledek                   |
| --- | ------------- | ---------------------------- | --------- | --------- | -------------------------- | ------------------------------------------------- | -------------------------- |
| 1.  | říjen 2008    | Stockholm, Švédsko           | W10       | tvrdý (h) | Helene Auensenová          | Anna Brazhnikovová Malou Ejdesgaardová            | 6–2, 4–6, [10–8]           |
| 2.  | září 2010     | Lleida, Španělsko            | W10       | antuka    | Caroline Rohde-Moeová      | Alix Collombonová Jessica Ginierová               | 7–5, 5–0skreč              |
| 3.  | září 2010     | Porto, Portugalsko           | W10       | antuka    | Lena-Marie Hofmannová      | Gail Brodskyová Alexandra Rileyová                | 7–6(7–4), 6–7(5–7), [10–5] |
| 4.  | říjen 2010    | Espinho, Portugalsko         | W10       | antuka    | Lena-Marie Hofmannová      | Bárbara Luzová Samantha Powersová                 | 6–3, 6–1                   |
| 5.  | leden 2011    | Glasgow, Velká Británie      | W10       | tvrdý (h) | Isabella Šinikovová        | Teodora Mirčićová Jasmina Tinjićová               | 6–4, 6–4                   |
| 6.  | leden 2012    | Coimbra, Portugalsko         | W10       | tvrdý     | Lucia Butkovská            | Beatrice Cedermarková Matilda Hamlinová           | 6–3, 6–1                   |
| 7.  | leden 2012    | Coimbra, Portugalsko         | W10       | tvrdý     | Lucia Butkovská            | Martina Caciottiová Nicole Clericová              | 6–3, 6–0                   |
| 8.  | březen 2012   | La Marsa, Tunisko            | W25       | antuka    | Isabella Šinikova          | Mervana Jugić-Salkićová Sandra Klemenschitsová    | 6–3, 6–4                   |
| 9.  | říjen 2012    | Florence, Spojené státy      | W25       | tvrdý     | Akiko Omaeová              | Brooke Austinová Hayley Carterová                 | 6–1, 6–1                   |
| 10. | leden 2013    | Innisbrook, Spojené státy    | W25       | antuka    | Sü Ťie-jüová               | Florencia Molinerová Adriana Pérezová             | 6–3, 6–0                   |
| 11. | březen 2016   | Orlando, Spojené státy       | W10       | antuka    | Quirine Lemoineová         | Ema Burgić Bucková Dia Jevtimovová                | 6–1, 6–3                   |
| 12. | červen 2016   | Minsk, Bělorusko             | W25       | antuka    | Laura Pigossiová           | Ilona Kremenová Iryna Šymanovičová                | 6–2, 6–4                   |
| 13. | prosinec 2016 | Antalya, Turecko             | W10       | antuka    | Ema Burgić Bucková         | Maryna Černyšovová Anna Ukolovová                 | 6–4, 6–1                   |
| 14. | prosinec 2016 | Antalya, Turecko             | W10       | antuka    | Ema Burgić Bucková         | Sonia Grzywoczová Caitlyn Williamsová             | 6–1, 6–1                   |
| 15. | leden 2018    | Wesley Chapel, Spojené státy | W25       | antuka    | Ilona Kremenová            | Sü Ťing-wenová Čeng Wu-šuang                      | 6–2, 6–3                   |
| 16. | srpen 2018    | Las Palmas, Španělsko        | W25       | antuka    | Jana Sizikovová            | Başak Eraydınová İpek Soyluová                    | 6–2, 6–4                   |
| 17. | září 2018     | Budapešť, Maďarsko           | W60       | antuka    | Elica Kostovová            | Dalma Gálfiová Réka Luca Janiová                  | 2–6, 6–4, [10–8]           |
| 18. | říjen 2018    | Florence, Spojené státy      | W25       | tvrdý     | Anna Danilinová            | Tara Mooreová Conny Perrinová                     | 6–7(9–11), 6–2, [10–8]     |
| 19. | leden 2019    | Daytona Beach, Spojené státy | W25       | antuka    | Anna Bondárová             | Hailey Baptisteová Emina Bektasová                | 6–3, 5–7 [11–9]            |
| 20. | duben 2019    | Sunderland, Velká Británie   | W25       | tvrdý (h) | Maja Chwalińská            | Emina Bektasová Tara Mooreová                     | 6–4, 3–6, [11–9]           |
| 21. | červen 2019   | Minsk, Bělorusko             | W25       | antuka    | Martina Colmegnová         | Amina Anšbová Anastasia Dețiuc                    | 1–6, 6–4, [10–6]           |
| 22. | srpen 2019    | Varšava, Polsko              | W60       | antuka    | Maja Chwalińská            | Weronika Falkowská Martyna Kubková                | 6–4, 6–1                   |
| 23. | září 2019     | Clermont-Ferrand, Francie    | W25       | tvrdý (h) | Lara Saldenová             | Lou Brouleauová Ioana Loredana Roscová            | 6–1, 6–4                   |
| 24. | prosinec 2019 | Sólápur, Indie               | W25       | tvrdý     | Ankita Rainová             | Berfu Cengizová Despina Papamichailová            | 5–7, 6–4, [10–3]           |
| 25. | prosinec 2019 | Puné, Indie                  | W25       | tvrdý     | Jekatěrina Jašinová        | Darja Mišinová Anna Morginová                     | 1–6, 6–3, [10–5]           |
| 26. | březen 2021   | Kazaň, Rusko                 | W25       | tvrdý (h) | Šalimar Talbiová           | Valentini Grammatikopoulou Anastasija Zacharovová | 6–4, 6–0                   |
| 27. | květen 2021   | Naples, Spojené státy        | W25       | antuka    | Catherine Harrisonová      | Erina Hajašiová Kanako Morisakiová                | 6–2, 3–6, [10–2]           |
| 28. | červen 2021   | Otočec, Slovinsko            | W25       | antuka    | Réka Luca Janiová          | Pia Lovričová Sada Nahimanová                     | 5–7, 6–4, [10–5]           |
| 29. | červen 2021   | Montemor-o-Novo, Portugalsko | W25       | tvrdý     | Valentini Grammatikopoulou | Eri Hozumiová Akiko Omaeová                       | 6–1, 6–0                   |
| 30. | červenec 2021 | Contrexéville, Francie       | W100      | antuka    | Anna Danilinová            | Dalma Gálfiová Kimberley Zimmermannová            | 6–0, 1–6, [10–4]           |
| 31. | březen 2023   | Toronto, Kanada              | W25       | tvrdý (h) | Fanny Stollárová           | Maya Jointová Mia Yamakitová                      | 7–6(8–6), 6–0              |
| 32. | duben 2023    | Oeiras, Portugalsko          | W100      | antuka    | Eri Hozumiová              | Francisca Jorgeová Matilde Jorgeová               | 4–6, 6–4, [10–5]           |